# برترام برکهاوس
برترام نویل براکهاوس (به انگلیسی: Bertram Neville Brockhouse) (زاده ۱۵ ژوئیه ۱۹۱۸ – درگذشته ۱۳ اکتبر ۲۰۰۳ )
فیزیکدانی کانادایی بود .در سال ۱۹۹۴ او به همراه کلیفورد گلنوود شال برای توسعه طیف سنجی نوترونی و برای مشارکت‌های پیشگام به توسعه تکنیک‌های پراکندگی نوترون برای مطالعات فیزیک ماده چگال موفق به دریافت جایزه نوبل در فیزیک شد.